# LRRC3B
LRRC3B (англ. Leucine rich repeat containing 3B) – білок, який кодується однойменним геном, розташованим у людей на короткому плечі 3-ї хромосоми.  Довжина поліпептидного ланцюга білка становить 259 амінокислот, а молекулярна маса — 29 275.
| 10         |  | 20         |  | 30         |  | 40         |  | 50         |
| ---------- |  | ---------- |  | ---------- |  | ---------- |  | ---------- |
| MNLVDLWLTR |  | SLSMCLLLQS |  | FVLMILCFHS |  | ASMCPKGCLC |  | SSSGGLNVTC |
| SNANLKEIPR |  | DLPPETVLLY |  | LDSNQITSIP |  | NEIFKDLHQL |  | RVLNLSKNGI |
| EFIDEHAFKG |  | VAETLQTLDL |  | SDNRIQSVHK |  | NAFNNLKARA |  | RIANNPWHCD |
| CTLQQVLRSM |  | ASNHETAHNV |  | ICKTSVLDEH |  | AGRPFLNAAN |  | DADLCNLPKK |
| TTDYAMLVTM |  | FGWFTMVISY |  | VVYYVRQNQE |  | DARRHLEYLK |  | SLPSRQKKAD |
| EPDDISTVV  |  |            |  |            |  |            |  |            |

A: Аланін

C: Цистеїн

D: Аспарагінова кислота

E: Глутамінова кислота

F: Фенілаланін

G: Гліцин

H: Гістидин

I: Ізолейцин

K: Лізин

L: Лейцин

M: Метіонін

N: Аспарагін

P: Пролін

Q: Глутамін

R: Аргінін

S: Серин

T: Треонін

V: Валін

W: Триптофан

Локалізований у мембрані.